# 林煒
林煒（1969年4月26日—），臺灣男演員，原籍天津，曾拍攝多部台灣電視劇。

## 生平
林煒生於天津，父親為印尼華裔，母親为满族人、清朝皇族后裔，林煒的外祖父和溥儀是堂兄弟，家族属满洲正黄旗。与清朝皇族成员类似，自清朝被推翻後，母親的家族改姓“金”。移居香港的母親在2010年代改回滿姓“愛新覺羅”。
七歲時經歷唐山大地震，與家人在天津街頭露宿二年，十四歲時隨父親定居香港。1989年底獲製作人周遊發掘，到台灣拍電視劇《親密關係》，其後即活躍於臺灣螢光幕。

## 個人生活
1991年與香港演員龔慈恩同台演出《雪山飛狐》、《你最愛的人》，成為情侶。1999年，兩人在溫哥華結婚，婚後定居香港及育有一女一子，當中長女為香港女藝人林愷鈴。2014年起，他開始申請中華民國居留證，需要有一段時間留在臺灣，要與妻兒分開一段時間。
近年林煒主要在臺灣和中國大陸接拍電視劇。2019年9月，林承認已與妻子龔慈恩分居兩年，準備辦理離婚手續，亦承認有新女友。

## 電視劇
| 年份 | 電視臺                 | 劇名                                  | 飾演         |
| 1990 | 中視                   | 親密關係                              | 陸子麟       |
| 1991 | 台視                   | 雪山飛狐                              | 陳家洛       |
| 1992 | 中視                   | 廈門新娘                              | 李軍         |
| 1992 | 馬來西亞HVD            | 最愛是誰                              |              |
| 1992 | 馬來西亞HVD            | 半生情未了                            |              |
| 1993 | 台視                   | 初戀三十年                            | 陳京生       |
| 1994 | 中視                   | 青蓮花                                | 林晉德       |
| 1994 | 華視                   | 劉伯溫傳奇-劍氣簫心                   | 賀天威       |
| 1995 | 中視                   | 七夕花                                | 陳士英       |
| 1995 | 華視                   | 國姓爺傳奇                            | 懷荷青       |
| 1996 | 馬來西亞HVD            | 還有明天                              |              |
| 1996 | 中視                   | 再牽你的手                            | 梁浩偉       |
| 1997 | 中視                   | 女人花                                | 沈俊中       |
| 1997 | 民視                   | 我永遠愛你                            | 季平         |
| 1997 | 民視                   | 星座女人系列摩羯座-是不是愛情都這麼累 | 黃耀輝       |
| 1997 | 馬來西亞HVD            | 紅塵歲月                              |              |
| 1998 | 華視                   | 超級世家                              | 杜子健       |
| 1998 | 中視                   | 此情可問天                            | 劉治平       |
| 1998 | 中視                   | 太陽花                                | 陳中威       |
| 1998 | 中視                   | 苦戀花                                | 吳明泰       |
| 1998 | 中視                   | 桃花情                                | 李有慶       |
| 1999 | 中視                   | 紅顏花                                | 何友強       |
| 1999 | 華視                   | 奪情花                                | 梁雨成       |
| 1999 | 民視                   | 富貴在天                              | 歐陽永泰     |
| 2000 | 華視                   | 雙面情人                              | 殷伯文       |
| 2000 | 民視                   | 無你較快活                            | 江文斌       |
| 2001 | 民視                   | 金枝玉葉                              | 林世華       |
| 2002 | 民視                   | 超人氣學園                            | 張耀祖       |
| 2003 | 民視                   | 青龍好漢                              | 江天成       |
| 2003 | 民視                   | 日正當中                              | 方安強       |
| 2003 | 衛視中文台             | 第8號當鋪                             | 周志康       |
| 2004 | 民視                   | 女人40一枝花                          | 林大偉       |
| 2004 | 華視                   | 情人看招                              | 方百里       |
| 2005 | 華視                   | 真命天女                              | 劉世強       |
| 2005 | 台視                   | 我最愛的人                            | 沈文華       |
| 2006 | 大愛電視台             | 愛相隨                                | 潘永謙       |
| 2008 | 大陸                   | 不要說再見                            | 夏明         |
| 2009 | 大陸                   | 不離不棄                              | 林方西       |
| 2011 | 台視                   | 獅子的女兒                            | 李世淵       |
| 2013 | 民視                   | 廉政英雄：決戰時刻                    | 敏國強       |
| 2013 | 大陸                   | 真爱惹麻烦                            | 陶正宇       |
| 2014 | 大陸                   | 不一樣的美男子                        | 高明辉       |
| 2015 | 三立都會台、東森綜合台 | 莫非，這就是愛情                      | 紀守正(客串) |
| 2015 | 中視                   | 願望清單                              | 程大維       |
| 2016 | 台視、三立都會台       | 狼王子                                | 杜奇宏       |
| 2018 | 台視、三立都會台       | 三明治女孩的逆襲                      | 宋弘德       |
| 2020 | TVBS歡樂台             | 粉紅色時光                            | 蔣克森       |
| 2020 | 東森戲劇台             | 王牌辯護人                            | 朱正謙       |
| 2020 | 華視、三立都會台       | 廢財闖天關                            | 魏里昂       |
| 2023 | 東森戲劇台、TVBS歡樂台 | W劇場：因為你如此耀眼                 | 周正達       |
| 2023 | 華視、三立都會台       | 鬼之執行長                            | 關鳴         |
| 2023 | 中視、衛視中文台       | 女兒大人加個賴                        | 廖父         |
| 2024 | 民視                   | 愛的榮耀                              | kevin (客串) |
| 2024 | 北京衛視、江蘇衛視     | 但願人長久                            | 周一偉       |
| 2024 | 大愛電視台             | 在光裏的人                            | 林俊龍       |

## 電影
| 年份   | 片名 | 飾演       |
| ------ | ---- | ---------- |
| 2019年 | 幻術 | 李登輝隨扈 |

## 外部連結
- 林煒wailamroger的Facebook專頁
- 林煒在香港影庫上的簡介
- 林煒在互联网电影资料库（IMDb）上的資料（英文）